# أرنولد كروغ
أرنولد كروغ (بالدنماركية: Arnold Krog)‏ هو رسام ومهندس معماري دنماركي، ولد في 18 مارس 1856 في Frederiksværk ‏ في الدنمارك، وتوفي في 7 يونيو 1931 في Tisvilde ‏ في الدنمارك.